# Првенство Србије у рагбију 2020.
Првенство Србије у рагбију 2020. је било 64. издање првенства наше државе у рагбију. Учествовало је пет аматерских српских рагби клубова у квалитетнијој групи А и три аматерска српска рагби клуба у слабијој групи Б. Трећу узастопну титулу шампиона Србије у рагбију 15 је  освојио најтрофејнији српски рагби клуб "Партизан", који је имао само један бод више од екипе Рада са Бањице. Највише поена је дао флај халф Александар Андрић, а највише есеја је дао играч треће линије скрама Стефан Ђорђевић. Црно-беле је са клупе предводио искусни стратег Драган Радловић, који се школовао за рагби тренера у Великој Британији. У групи Б се играо рагби 10, а најбољу игру је показао Дорћол. Рагбисти Партизана су решили да учине добро дело милосрђа у духу Хришћанства, да продају пехар и да финансијски помогну лечење мале девојчице Анике Манић, која нажалост има тешку болест спиналне мишићне атрофије.

## Организација
Организатор је био Рагби савез Србије.

## Учесници
Српско првенство је те сезоне било подељено на квалитетнију А групу, где се играо рагби 15 и на слабију Б групу у којој се играо рагби 10. У групи А је учествовало пет клубова, а у групи Б три рагби клуба.

### Група А (рагби 15)

#### Војводина
- Град, Држава: Нови Сад, Србија.
- Основан: 2001.
- Надимак: Овнови.
- Боје дреса: Црвена, бела и плава.
- Капитен: Горан Поробић
- Терен: ФК Железничар у Новом Саду.

#### Динамо Панчево 1954
- Град, Држава: Панчево, Србија.
- Основан 1954.
- Надимак: Вепрови.
- Боје дреса: Плава и бела.
- Капитен: Никола Татић
- Терен: ФК Борац Старчево.

#### Рад
- Град, Држава: Београд, Србија.
- Основан 1996. Некадашњи "Победник".
- Надимак: Грађевинари.
- Боје дреса: Плава и бела.
- Капитен: Миладин Живанов
- Тренер: Милан Растовац
- Терен: Стадион Краља Петра I Карађорђевића ослободиоца на Бањици.

#### Партизан
- Град, Држава: Београд, Србија.
- Основан: 1953.
- Надимак: Црно-бели, "Парни ваљак".
- Боје дреса: Црна и бела.
- Капитен: Ђорђе Прерадојевић
- Тренер: Драган Радловић
- Терен: Рагби терен на Ади Циганлији.

#### Црвена звезда
- Град, Држава: Београд, Србија.
- Основан: 1982. Некадашњи Краљевски београдски рагби клуб.
- Надимак: Брковци, "Звездаши".
- Боје дреса: Црвена и бела.
- Капитен: Александар Ђорђевић
- Тренер: Марко Вуковић
- Терен: Рагби терен на Ади Циганлији.

### Група Б (рагби 10)

#### Рагби клуб Лозница
- Град, Држава: Лозница, Србија.
- Основан 2016.
- Боје дреса: Зелена и бела.
- Капитен: Немања Рикаловић

#### Рагби клуб Торпедо Петровац на Млави
- Град, Држава: Петровац на Млави, Србија.
- Основан: 2020.

Напомена: Млади људи из Петровца на Млави, су на телевизији гледали Светско првенство у рагбију, које се одржало у Јапану 2019. Свидео им се овај витешки спорт и уз помоћ Рагби савеза Србије су основали клуб.

#### Дорћол
- Град, Држава: Београд, Србија.
- Основан 1998.
- Боје дреса: Плава и жута.

## Дисквалификација Црвене звезде
На дербију Партизан - Црвена звезда, за црвено-беле је на позицији центра играо Енглез Карл. Он наводно није имао валидну регистрацију, па је Рагби Савез Србије избацио Звезду из Првенства.

## Резултати

### 1. Коло
- Партизан - Рад 0:25 службени резултат
- Динамо Панчево - БРК Звезда 12-26 поништен резултат

### 2. Коло
- БРК Звезда - Рад 0:25 поништен резултат
- Динамо Панчево - Војводина 24-19

Поени за Динамо:
- Вид Пејовић есеј
- Драмићанин есеј
- Цветановић есеј
- Кркљуш есеј
- Никола Татић 2 претварања

Поени за Војводину:
- Аљоша Маринковић 2 есеја, 2 претварања
- Матијевић есеј

### 3. Коло
Партизан - Динамо Панчево 60-12
Поени за Партизан:
- Зоран Радека есеј
- Стефан Ђорђевић есеј
- Ђорђе Прерадојевић 3 есеја
- Александар Андрић 2 есеја, 5 претварања
- Велибор Срећковић есеј

Поени за Динамо:
- Александар Кркљуш есеј,
- Никола Татић претварањe
- Воштић есеј

### 4. Коло
Динамо Панчево - Рад 7:36
Поени за Динамо:
- Никола Адвигов есеј
- Никола Татић претварање

Поени за Рад:
- Лазар Татомир есеј,
- Страхиња Стојиљковић есеј
- Мирко Ранковић есеј
- Никола Станковић есеј, 3 претварања
- Стеван Николић есеј
- Немања Стошић есеј

Војводина - Партизан 7:55
Поени за Војводину:
- Аљоша Маринковић есеј, претварање

Поени за Партизан:
- Владимир Дејановић есеј,
- Велибор Срећковић есеј
- Александар Крстић 2 есеја
- Стефан Ђорђевић 2 есеја
- Никола Ненадовић 2 есеја
- Александар Андрић есеј, 5 претварања

### 5. Коло
Партизан - Звезда 11:10 поништен резултат
Рад - Војводина 57:27
Поени за Рад:
- Немања Стошић есеј,
- Урош Бабић 2 есеја,
- Мирко Ранковић 4 есеја,
- Марко Капор есеј, претварање
- Никола Станковић казна,5 претварањa

Поени за Војводину:
- Банић есеј
- Аљоша Маринковић 3 есеја, претварање
- Лука Ракита есеј

### 6. Коло
Рад - Партизан 23:26
Поени за Рад:
- Енес Исаки есеј,
- Урош Бабић есеј,
- Никола Станковић есеј, казна, 3 претварања

Поени за Партизан:
- Александар Андрић 4 казнe, 2 претварања
- Стефан Ђорђевић есеј,
- Велибор Срећковић есеј,

### 7. Коло
Војводина - Динамо Панчево 25:0 службени резултат

### 8. Коло
Динамо Панчево - Партизан 0:65
Поени за Партизан:
- Александар Андрић, Фул хаус учинак, 5 претварања, есеј, казнa, дроп гол
- Милош Јоксимовић есеј,
- Ђорђе Прерадојевић есеј,
- Александар Крстић 2 есеја,
- Стефан Ђорђевић 2 есеја,
- Владимир Дејановић есеј,
- Алекса Шошић 2 есеја,

Војводина - Рад 19:53
Поени за Војводину:
- Рајко Јанковић претварање
- Лука Ракита есеј,
- Аљоша Маринковић есеј,
- Љубомир Ђерић есеја,
- Милан Милићевић претварање

Поени за Рад:
- Ален Ћосовић есеј,
- Милан Растовац есеј,
- Владимир Радуловић есеј,
- Милан Орловић есеј,
- Стеван Николић есеј,
- Марко Капор 2 есеја, 5 претварања, 1 казнa

### 9. Коло
Рад - Динамо Панчево 50:14
Поени за Рад:
- Ален Ћосовић 2 есеја,
- Стеван Николић 3 есеја,
- Никола Станковић 2 есеја, 4 претварања
- Војин Карановић есеј,
- Урош Бабић 1 претварање,

Поени за Динамо Панчево:
- Вања Цветановић есеј,
- Владимир Амбруш есеј,
- Александар Кркљуш претварање,
- Михајло Марјановић претварање,

Партизан - Војводина 25:0 службени резултат

### 10. Коло
Партизан - Рад 17:11
Поени за Партизан:
- Стефан Ђорђевић есеј,
- Владимир Дејановић есеј,
- Александар Андрић гол са пенала, 2 претварања

Поени за Рад:
- Мирко Ранковић есеј,
- Урош Бабић 2 два гола са пенала

Динамо Панчево - Војводина 14:14
Поени за Динамо Панчево:
- Вид Пејовић есеј,
- Вања Цветановић есеј,
- Александар Кркљуш 2 претварања

Поени за Војводину:
- Милан Милићевић есеј,
- Љубомир Ђерић есеј,
- Аљоша Маринковић претварање
- Рајко Јанковић претварање

### 11. Коло
Партизан - Динамо Панчево 25:0 службени резултат
Рад - Војводина 55:0
Поени за Рад:
- Реља Пећанац есеј,
- Станислав Љубичић есеј,
- Мирко Ранковић есеј,
- Милан Растовац есеј,
- Марко Ристић есеј,
- Миладин Живанов есеј,
- Лазар Татомир есеј,
- Мирко Ранковић есеј,
- Урош Бабић есеј, 5 претварања

### 12. Коло
Динамо - Рад 0:25 службени резултат
Војводина - Партизан 10:51
Поени за Војводину:
- Лука Ракита есеј,
- Милан Милићевић есеј,

Поени за Партизан:
- Радован Станић 2 есеја,
- Никола Глишић есеј,
- Стефан Ђорђевић 2 есеја,
- Никола Глишић есеј,
- Владимир Дејановић есеј,
- Игор Дејановић есеј,
- Велибор Срећковић есеј,
- Алекса Шошић есеј,
- Александар Андрић 3 претварања

## Табела Првенства Србије у рагбију XV 2020.
|   | Тим                   | ИГ                | Д | Н | И | ББ | ПД  | ПП  | ПР   | Б  |  |
| - | --------------------- | ----------------- | - | - | - | -- | --- | --- | ---- | -- |  |
| 1 | Партизан Београд      | 9                 | 8 | 0 | 1 | 6  | 324 | 88  | +236 | 38 |  |
| 2 | Рад Београд           | 9                 | 7 | 0 | 2 | 9  | 335 | 110 | +225 | 37 |  |
| 3 | Војводина Нови Сад    | 9                 | 1 | 7 | 4 | 3  | 121 | 334 | -213 | 9  |  |
| 4 | Динамо Панчево        | 9                 | 1 | 1 | 7 | 1  | 71  | 319 | -248 | 7  |  |
| 5 | Црвена звезда Београд | Дисквалификована! |   |   |   |    |     |     |      |    |  |

| Шампион Србије у рагбију 2020. |
| ------------------------------ |
| Рагби клуб Партизан 20. титула |

## Индивидуална статистика рагбиста

### Највише постигнутих поена
- Александар Андрић (Партизан) 87 поена
- Никола Станковић (Рад) 53 поена
- Аљоша Маринковић (Војводина) 40 поена
- Александар Кркљуш (Динамо) 16 поена

### Највише постигнутих есеја
- Стефан Ђорђевић (Партизан) 9 есеја
- Мирко Ранковић (Рад) 7 есеја
- Аљоша Маринковић (Војводина) 6 есеја
- Вања Цветановић (Динамо) 3 есеја